# Regalerpeton weichangensis
Regalerpeton weichangensis — викопний вид хвостатих амфібій підряду Cryptobranchoidea. Скам'янілі рештки (голотип IVPP V14391A) знайдені у 2009 році у пластах формаціх Huajiying у Китаю та являє собою неповний скелет. Вид існував у ранньому крейдяному періоді, бл.130-112 млн років тому.